# Iphiaulax ocellator
Iphiaulax ocellator är en stekelart som först beskrevs av Fabricius 1804.  Iphiaulax ocellator ingår i släktet Iphiaulax och familjen bracksteklar. Inga underarter finns listade i Catalogue of Life.